# 故郷の木持ち
故郷の木持ち（ふるさとのきもち）は、2008年から三菱鉛筆株式会社が販売している地域限定ボールペン、シャープペンシルのシリーズ。

## 概要
日本では国産の材木があまり使われておらず、このために手入れが行き届かない人工林が増えていることに注目し、木材の地産地消を推進するため、軸素材に各県産の木材を使用した商品を開発した。
120℃の蒸気を当てながらプレス加工を行い、再度180℃の飽和水蒸気を当てる、薬品を一切使わず、水と熱のみで圧縮し、形状を固定する「特殊圧密加工処理」で製作。これは岐阜大学の棚橋光彦教授の圧密加工技術を用いている。
販売店舗は各地域限定。三菱鉛筆の企業サイトではリリースされていない。
当シリーズの開発により木づかい運動に貢献したとして、三菱鉛筆は2009年度の同運動顕彰で日本木材総合情報センター理事長から感謝状を贈呈されている。

## 使用材木
- 北海道 - トドマツ、白樺
- 青森県 - 青森ヒバ、りんご
- 岩手県 - くずまき高原カラマツ、南部赤松
- 宮城県 - みやぎ杉
- 秋田県 - 秋田杉[7]
- 山形県 - やまがた杉
- 福島県 - ふくしま杉[8]、会津ならの木、カラマツ
- 茨城県 - 八溝杉
- 栃木県 - 日光杉
- 群馬県 - ぐんま杉
- 埼玉県 - 西川杉
- 東京都 - 多摩杉
- 新潟県 - あすなろ
- 富山県 - 立山杉[9][10]、五箇山欅[10]
- 石川県 - 能登ヒバ
- 福井県 - 越前杉
- 岐阜県 - 東濃桧
- 静岡県 - 富士ひのき、天竜杉
- 愛知県 - 愛知杉
- 三重県 - 三重ひのき、三重杉
- 京都府 - 北山杉
- 大阪府 - 大阪桧
- 兵庫県 - 宍粟杉（しそうすぎ）
- 鳥取県 - 智頭杉
- 島根県 - 神楽ひのき
- 岡山県 - 美作杉
- 広島県 - 赤松
- 山口県 - 山口ヒノキ
- 徳島県 - 徳島すぎ
- 愛媛県 - 愛姫杉[4][5]、愛姫桧[4][5]
- 高知県 - 魚梁瀬杉
- 福岡県 - 福岡杉
- 佐賀県 - 佐賀杉[7]
- 長崎県 - 長崎ひのき
- 熊本県 - 小国杉
- 大分県 - 日田杉[1][3]
- 宮崎県 - 宮崎杉
- 鹿児島県 - かごしま杉
- 沖縄県 - 琉球松[1][3][7]